# José Trinidad Medel Pérez
José Trinidad Medel Pérez (Santa Cruz Aquiáhuac, 3 de junho de 1928 - Puebla, 11 de setembro de 2017) foi um clérigo católico romano mexicano e arcebispo emérito de Durango.

## Biografia
José Trinidad Medel Pérez era filho de Carlos Medel e Elena Pérez. Estudou humanidades e filosofia no Seminário Palafoxiano de Puebla e em 1951 foi para Roma estudar na Pontifícia Universidade Gregoriana. Foi ordenado sacerdote pelo Arcebispo Octaviano Márquez y Tóriz em 15 de janeiro de 1955, incardinado na Arquidiocese de Puebla de los Ángeles.
Ocupou, entre outros, os seguintes cargos: professor de Teologia Fundamental no Seminário de Puebla e, ao mesmo tempo, capelão de Santa Teresa de Ávila; secretário da Comissão Episcopal dos Seminários durante doze anos; professor de Teologia Dogmática; padre espiritual do Seminário Maior; presidente da OSLAM; vigário episcopal do Apostolado Secular, da Pastoral Juvenil e da Pastoral da Família.
O Papa João Paulo II o nomeou Bispo de Tula em 22 de maio de 1986. O delegado apostólico no México, Dom Girolamo Prigione, o consagrou em 12 de julho do mesmo ano, no estádio de Tula; os co-consagradores foram Rosendo Huesca Pacheco, Arcebispo de Puebla de los Ángeles, e Ricardo Guízar Díaz, Bispo de Atlacomulco.
Em 4 de março de 1993, foi nomeado Arcebispo de Durango. Em 5 de junho de 2002, o Papa João Paulo II aceitou sua renúncia por motivos de saúde. Mons. Trinidad Medel passou os últimos anos de seu ministério como Vigário Episcopal da Arquidiocese de Puebla.

Conforme sua vontade, seu corpo foi sepultado na Catedral Basílica Menor da Imaculada Conceição, em Durango, em uma cripta especial sob o presbitério.